# Theed
Theed a Csillagok háborúja elképzelt univerzumában a Naboo bolygó fővárosa.
Itt található a Theed királyi palota.

## Leírása
Theed városát vizek szelik át, és szokatlanul magas fűvel borított térség veszi körül. Határában és a város belsejében is természetes vízesések láthatók. A város határa fokozatosan tolódott kifelé, de az építkezések feltételeként szabták, hogy illeszkedniük kellett a környezetbe és a vízeséseket háborítatlanul kellett hagyniuk. Sokak szerint a Theed belsejében is érezhető üdítően friss, páradús, állandóan mozgásban lévő levegő ennek az intézkedésnek köszönhető.
Theed építészetére jellemzőek a klasszikus, kupolás épületek és a kacskaringós növényi díszítések, ívek. A palota környezete tágas, könnyen megközelíthető bármely főútvonalon (legyen az felszíni, légi vagy vízi).

### Látnivalók
- Bassa híd
- Broadberry Meadow – csak vízi úton közelíthető meg
- Guido torony – a városban az egyik legrégebbi épület
- Perri-Teeka terem
- Main Boulevard
- Palace Plaza
- Királyi udvar
- Pergola híd
- Yarm királynő tűje
- Királyi Akadémia
- Királyi tanulóház
- Theed királyi palota
- Solleu folyó
- A dicsőség utcája
- Theed hangár
- Theed generátor
- Theed űrkikötő
- Győzelmi ív
- Bazárok a külvárosban
- Theed Egyetem
- Parnelli Művészeti Múzeum
- Virdugo Plunge – Theed legnagyobb vízese, a Solleu folyó táplálja

## Élővilága
A városon belül nagy kiterjedésű zöld felületek vannak, ahol ismeretlen fajú madarak, a vizekben pedig halak találhatók.
Értelmes őslakosai a régebb óta itt élő gunganek, és a jóval később betelepült emberek.

## Történelme
|  | Alább a cselekmény részletei következnek! |

Theed a korai történelmében még csak egy volt a Naboo városállamai közül. Y. e. 1000  körül ez a város is hosszú és nehéz polgárháborúba keveredett a többivel a bolygón. A háború Jafan király alatt ért véget, aki a várost tette meg a bolygó fővárosává.
A város harmonikus és egységes építészeti megjelenése tudatos tervezés eredménye, amit a háború utáni újjáépítésben szigorúan betartottak.
A város kifinomult kultúrája sok tehetséges galaktikus politikust hozott létre, köztük a legismertebb Palpatine szenátor, akinek tanulmányai és korai karrierje Theedben zajlottak.
A város rövid időre elfoglalta a Kereskedelmi Szövetség Y. e. 32 -ban, de a „nabooi invázió” során felszabadították Naboo többi részével együtt.
A Kereskedelmi Szövetség rövid uralma alatt is károkat okozott a városnak, amit a felszabadítás után helyreállítottak.

### Birodalmi korszak

Theed lakói Palpatine császár halálhíre felett örvendeznek

Egy harmadik csata zajlott le Y. e. 18 -ban, amikor a Nabooi királyi biztonsági erők és néhány gungan megtámadta a birodalmi helyőrséget a városban, hogy megakadályozzák Malorum inkvizítort abban, hogy tudomást szerezzen Luke Skywalker és Leia Organa titokban tartott születéséről. Ferus Olin valamikori jedi csapott össze Malorummal és megölte. Ennek következtében a helyőrséget lerombolták. Később a birodalmiak által illegálisan robbanóanyag-raktárnak használt Theed hangárt is Olin robbantotta föl. Ezzel az akcióval a Birodalom figyelmét (és a súlyosabb büntetést) sikerült elkerülni arról, hogy ott törvénytelen dolgok folynak.
Még ugyanabban az évben egy másik csata is lezajlott Theedben, amikor az 501-es birodalmi légió megszállta a várost azzal a szándékkal, hogy megöljék Apailana királynőt és néhány menekült jedit, akiknek a királyi udvar menedéket nyújtott. A királynőt és a jediket megölték, és Kylantha lett a királynő, aki jobban szolgálta a Birodalom érdekeit.
Az endori csata után (Y. u. 4 -ban) a városnak sikerült kiszabadulnia a Birodalom nyomása alól.

## Megjelenése

### A filmekben
- Csillagok háborúja I: Baljós árnyak
- Csillagok háborúja II: A klónok támadása
- Csillagok háborúja III: A Sith-ek bosszúja
- Csillagok háborúja VI: A jedi visszatér

### Videojátékokban
- Star Wars: Invasion of Theed Adventure Game
- Star Wars: Battlefront II
- Star Wars: Empire at War
- Star Wars: Empire at War: Forces of Corruption
- Star Wars: Battlefront II

### Képregényekben
- Star Wars Episode I: The Phantom Menace – képregény
- Star Wars Episode II: Attack of the Clones – képregény
- The Monster
- A Summer's Dream
- Cloak of Deception
- Queen in Disguise
- The Queen's Amulet
- The Starfighter Trap
- Star Wars: Starfighter
- Episode I: The Phantom Menace
- Episode I: Obi-Wan Kenobi
- Star Wars Episode I Journal: Queen Amidala
- Star Wars Episode I: Jedi Power Battles
- Deep Spoilers
- Boba Fett: Hunted
- Star Wars: Republic: The New Face of War
- The Artist of Naboo
- The Clone Wars: The Valley
- Labyrinth of Evil
- The Last of the Jedi: Death on Naboo
- Star Wars Galaxies: An Empire Divided
- Star Wars Galaxies: The Ruins of Dantooine
- Revelation

### Könyvekben
- Star Wars Episode I: The Phantom Menace – könyv, első megjelenés
- Star Wars Episode III: Revenge of the Sith – könyv

## Forgatási körülmények
A Klónok támadása című filmben a Királyi palota helyszíne a Sevillában, Spanyolországban található Plaza de Espana volt. A Királyi palota felvételei a Baljós árnyakban pedig Olaszországban, a Casertai királyi palotában zajlottak.
Theed külső felvételeihez Csillagok háborúja VI: A jedi visszatér-ben a Csillagok háborúja I: Baljós árnyak felvételeit használták fel oly módon, hogy a képeket a függőleges tengely mentén tükrözték, így a jobb és a bal oldal felcserélődött.
Az Earthbound nevű játékban van egy Threed nevű város.

## Háttérinformációk
Theed egzotikus megjelenése részben az olaszországi Velence, részben a bizánci építészet hagyományainak köszönhető, de felismerhetők benne görög templomok, a mór művészet, Marokkó és Isztambul hatásai is.